# Monte San Martino (Prealpi Luganesi)
Il Monte San Martino (1087 m s.l.m.) è una montagna delle Prealpi Varesine, situata in Valcuvia e dominante il paese di Cassano Valcuvia.

## Caratteristiche
Sulla cima della montagna è presente una chiesetta, San Martino in Culmine.
La montagna è ricca di storia, essendo stata teatro di ben due guerre mondiali: la prima (1915-1918) durante la quale sono state costruite le trincee, i ricoveri, gli osservatori e le postazioni della Linea Cadorna. Durante la seconda guerra mondiale, nel novembre 1943, furono teatro di un sanguinoso scontro tra i tedeschi e uno dei primi gruppi di partigiani a organizzarsi contro l'invasore. La batteria in caverna di Valalta è una delle maggiori realizzazioni di questo tipo nel Varesotto ed è uno splendido esempio di batteria in caverna per cannoni da 149 mm. 
Oltre alle testimonianze storiche, il Monte San Martino è il luogo ideale per ciclisti ed escursionisti.  Vi si accede con la strada che sale da Cuveglio, superando la frazione Duno e continuando sempre in salita all'ombra di freschi e ombrosi boschi fino alla vetta, dove termina la strada asfaltata.  Dalla cima si hanno scorci panoramici sulla Valcuvia, sul Verbano e sulle Alpi Ticinesi.